# Cucina sarda

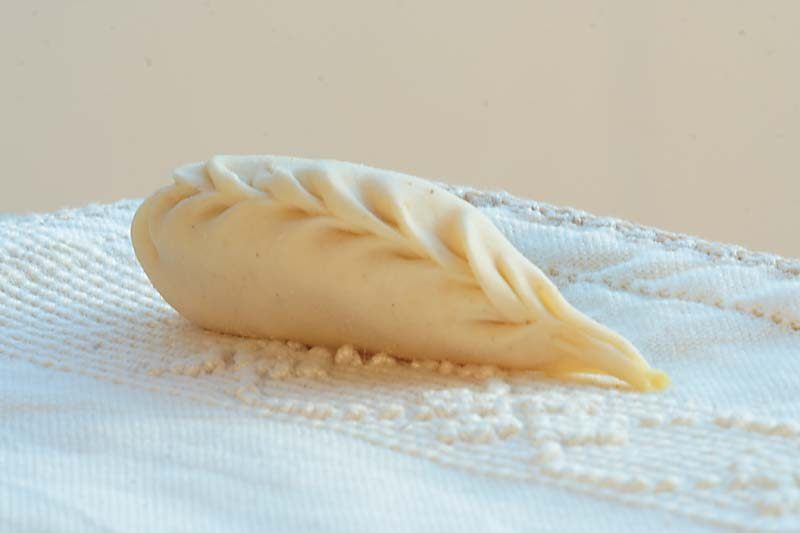
culurgiònes

La cucina sarda è l'espressione dell'arte culinaria sviluppata in Sardegna ed è caratterizzata dalla sua varietà, nonché dall'essersi arricchita nella storia attraverso apporti e contaminazioni da contatti e scambi fra diverse culture europee e mediterranee. Varia e diversificata, spazia dalle carni arrostite, al pane, i formaggi, i vini, a piatti di mare e di terra, sia di derivazione contadina che pastorale, di cacciagione, di pesca e di raccolta di erbe spontanee. Viene considerata parte della dieta mediterranea, modello nutrizionale proclamato nel 2010 dall'UNESCO tra i patrimoni orali e immateriali dell'umanità.

## Cucina marinara

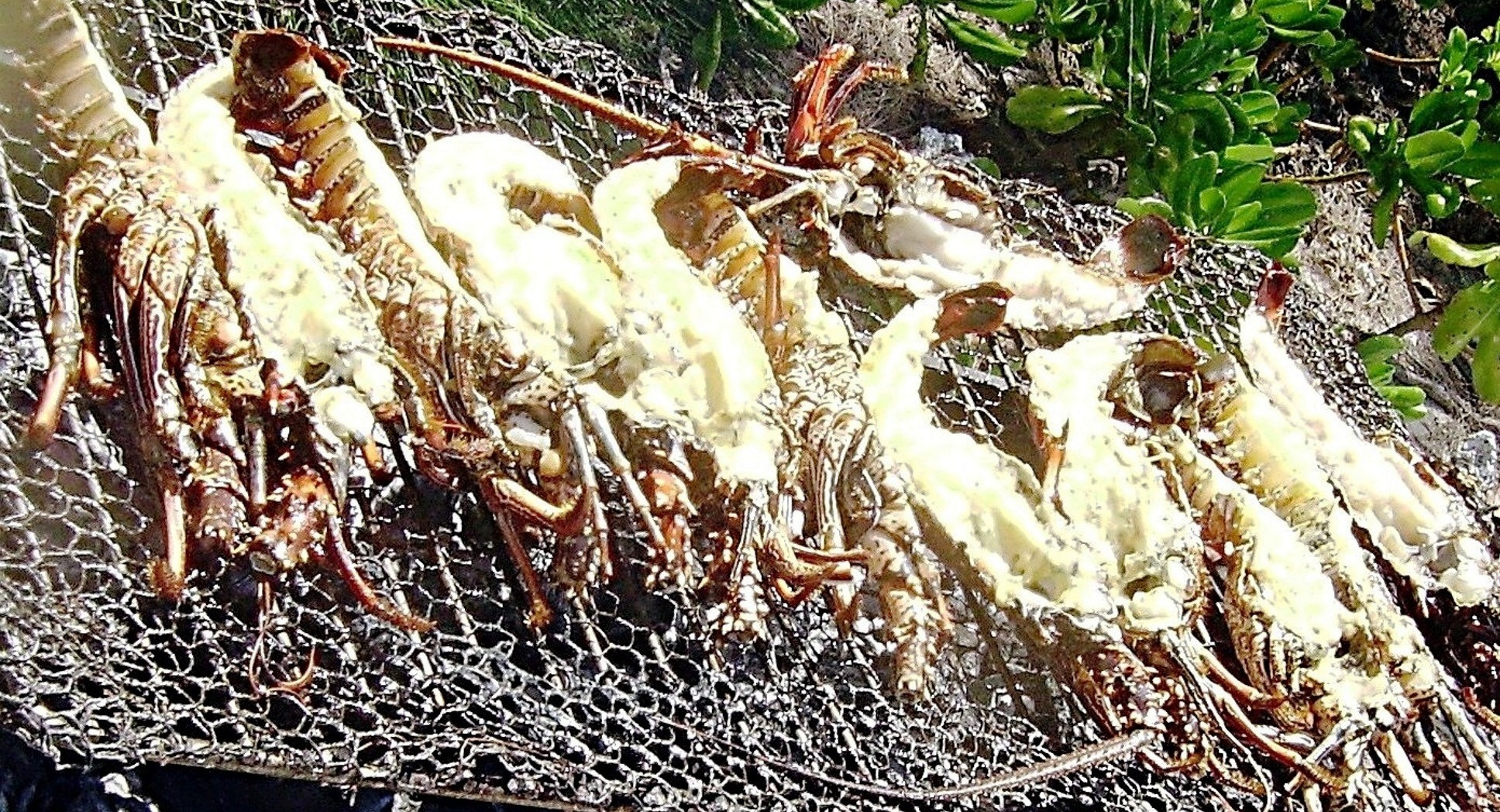
Olbia, grigliata di aragoste

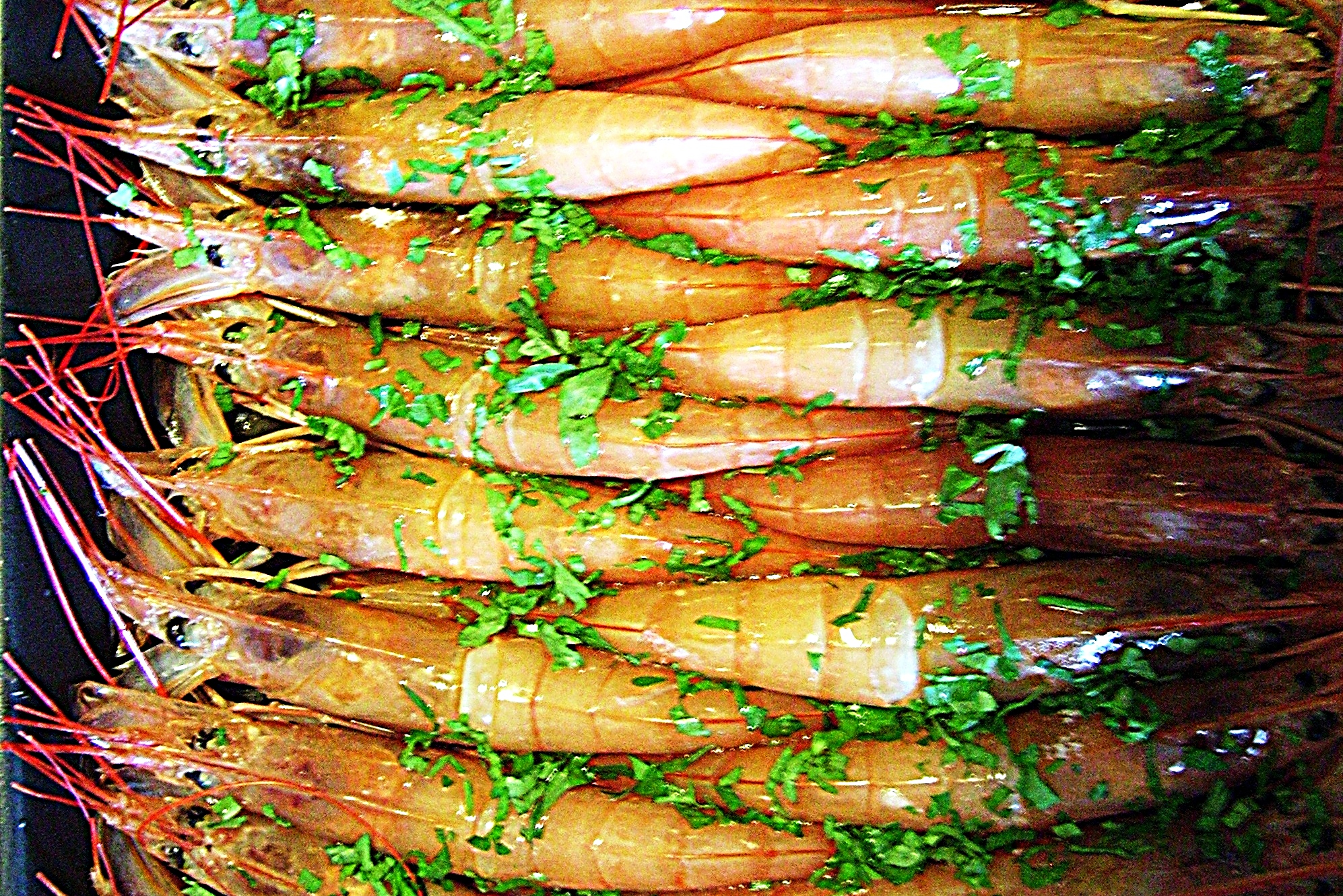
Gamberi Carabineros alla Vernaccia.

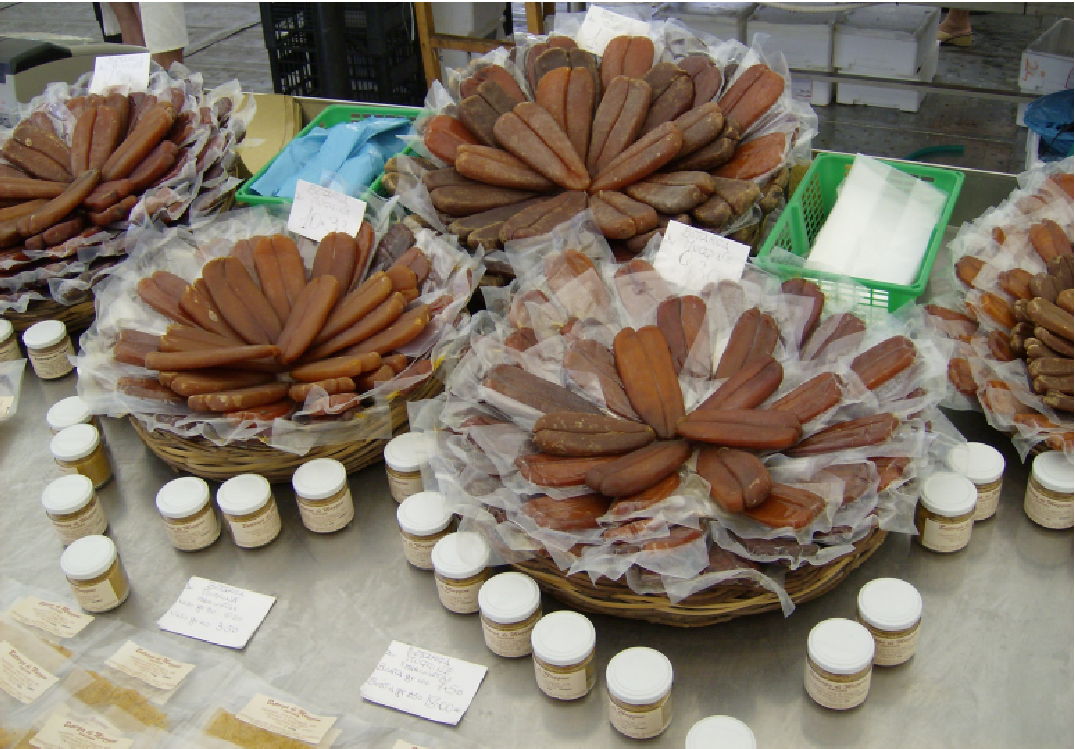
Cagliari: stecche di Bottarga

Gli scavi effettuati nella zona del porto di Cagliari testimoniano come le antiche popolazioni della costa cagliaritana non abbiano mai interrotto i rapporti con il mare e con la pesca. Si possono riconoscere sull'isola influenze culinarie pisane, genovesi, catalane. Nei centri costieri, soprattutto Cagliari, Sant'Antioco, Carloforte, Oristano, Alghero, Castelsardo, La Maddalena, Olbia, i piatti a base di pesce, crostacei e molluschi sono innumerevoli con ricette che esaltano le qualità locali
- A Cagliari i piatti tipici sono la Fregula cun còciula (fregula con le arselle); la Còciula e cotza a sa schiscionera (arselle e cozze cucinate in tegame); la Burrida a sa casteddaia, un piatto a base di gattuccio marino, aceto e noci; la Cassòla, una zuppa di vari pesci, anguille, crostacei e molluschi; l'Aligusta a sa casteddaia (aragosta condita alla cagliaritana); gli spaghetti con arselle e bottarga; gli Spaghitus cun arritzonis ossia spaghetti ai ricci di mare serviti anche in varianti con carciofi o con asparagi selvatici); Pisci a scabecciu, piatto composto da pesci di piccola taglia, fritti e poi disposti a strati alternati con sugo di pomodoro, aceto e cipolle in agrodolce, da consumare freddo; Anguìdda arrustìa, ossia le anguille arrosto.
- Nelle coste sulcitane si trovano alcune delle più antiche tonnare del Mediterraneo. La cucina risente dei forti influssi genovesi ed è fortemente basata sulla pesca del tonno rosso e sui prodotti collegati a tale pesca, come la bottarga, il cuore di tonno, il musciame, la buzzonaglia, il lattume senza dimenticare il cascà, un cuscus di semola con sole verdure, di origine tabarchina.
- Nella cucina tipica dell'oristanese e negli stagni di Cabras, ma anche a Bosa, sono molto apprezzate le anguille. Gli stagni sono ricchi di pesce e dalle uova di questi si produce la  butàriga, bottarga di muggine (uova di cefalo essiccate sotto sale), che può essere consumata in sottili strisce condita con olio, oltre che grattugiata sulla pasta. Altro prodotto caratteristico è la  Merca, costituita da tranci di muggine bollito e salato, avvolti in una sacca di erba palustre, la zibba (Ital. Obione), utilizzata a scopo di conservazione. Si può inoltre gustare una variante della Burrida (gattuccio), ma anche muggini arrosto e anguille allo spiedo e poi spigole, dentici e orate.
- Ad Alghero le aragoste sono molto pregiate e sono preparate alla maniera catalana ossia bollita con pomodori, sedano e cipolla e accompagnata con una salsa ottenuta dalla testa con aggiunta di succo di limone, olio d'oliva, sale e pepe. Anche la razza in agliata è una specialità algherese e si prepara lessandola e ricoprendola di sugo di pomodoro, aceto, aglio e prezzemolo.
- Verso Santa Teresa e l'arcipelago di La Maddalena, le insalate di polpo sono una tipica specialità, mentre ad Olbia lo sono i piatti a base cozze, vongole e arselle.[4] Molto singolari e per molti una vera leccornia, sia nel nord che nel sud dell'Isola sono le Ortziadas o Bultigghjata ossia gli anemoni di mare infarinati e fritti.

## Cucina pastorale e contadina

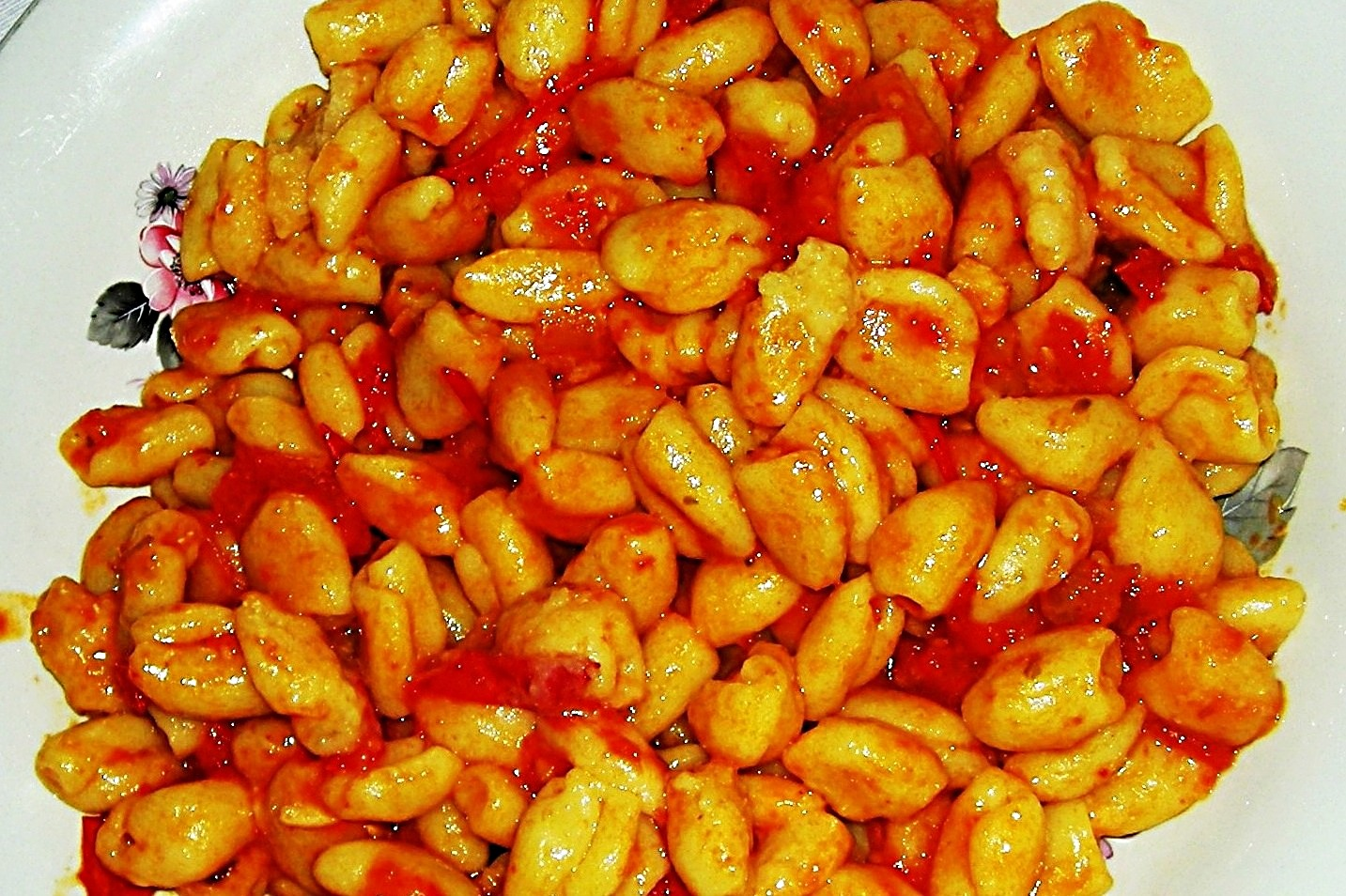
Li Chiusòni, particolari gnocchi di semola di grano duro

Si basa su ingredienti molto semplici ed è molto varia: cambia da zona a zona, non solo nel nome delle pietanze, ma anche negli ingredienti. La semola di grano duro sarda (Trigu sardu) produce un tipo di pasta di alta qualità che si presta ad essere lavorata nelle forme più svariate. Benedetto Croce nelle note ad una sua traduzione in lingua italiana di un testo napoletano del 1600, il Pentamerone, spiega come a quei tempi nella Campania e particolarmente a Napoli la pasta venisse chiamata pasta di Cagliari, a conferma che la qualità delle farine sarde era già da lungo tempo conosciuta ed apprezzata.
Piatto unico diffuso in tutta l'isola è la "favata". Piatto a base di fave secche, carne di maiale, verdure e erbe selvatiche. Si mettono le fave ad ammorbidire per circa 24/36 ore in acqua tiepida, si prepara un trito di cipolla, pomodoro secco, prezzemolo, si aggiungono striscioline di verza dalle foglie esterne, pezzi di finocchietto selvatico, e si aggiunge acqua tiepida sufficiente per la cottura della quantità di fave impiegata, e si sala leggermente. Quanto alla carne di solito si usano tagli come testa, piedi, cotenna, costine, orecchie di maiale che dovrà essere lessata a parte in acqua salata, disossata per quanto possibile e tagliata convenientemente. Quando le fave, dopo almeno un'ora saranno a buon punto di cottura, mettere la carne (che risulterà meno grassa per effetto della bollitura) nella pentola assieme alle fave, aggiungere la parte interna della verza tagliata a spicchi e aggiustare di sale. Una variante è costituita dall'aggiunta, insieme alla carne semicotta, di pezzi di salsiccia secca. Si serve preferibilmente con fette di pane abbrustolito alla base dei piatti. Dopo il primo giro servito dai padroni di casa, i commensali "pescano" dalla pentola.

### Antipasti

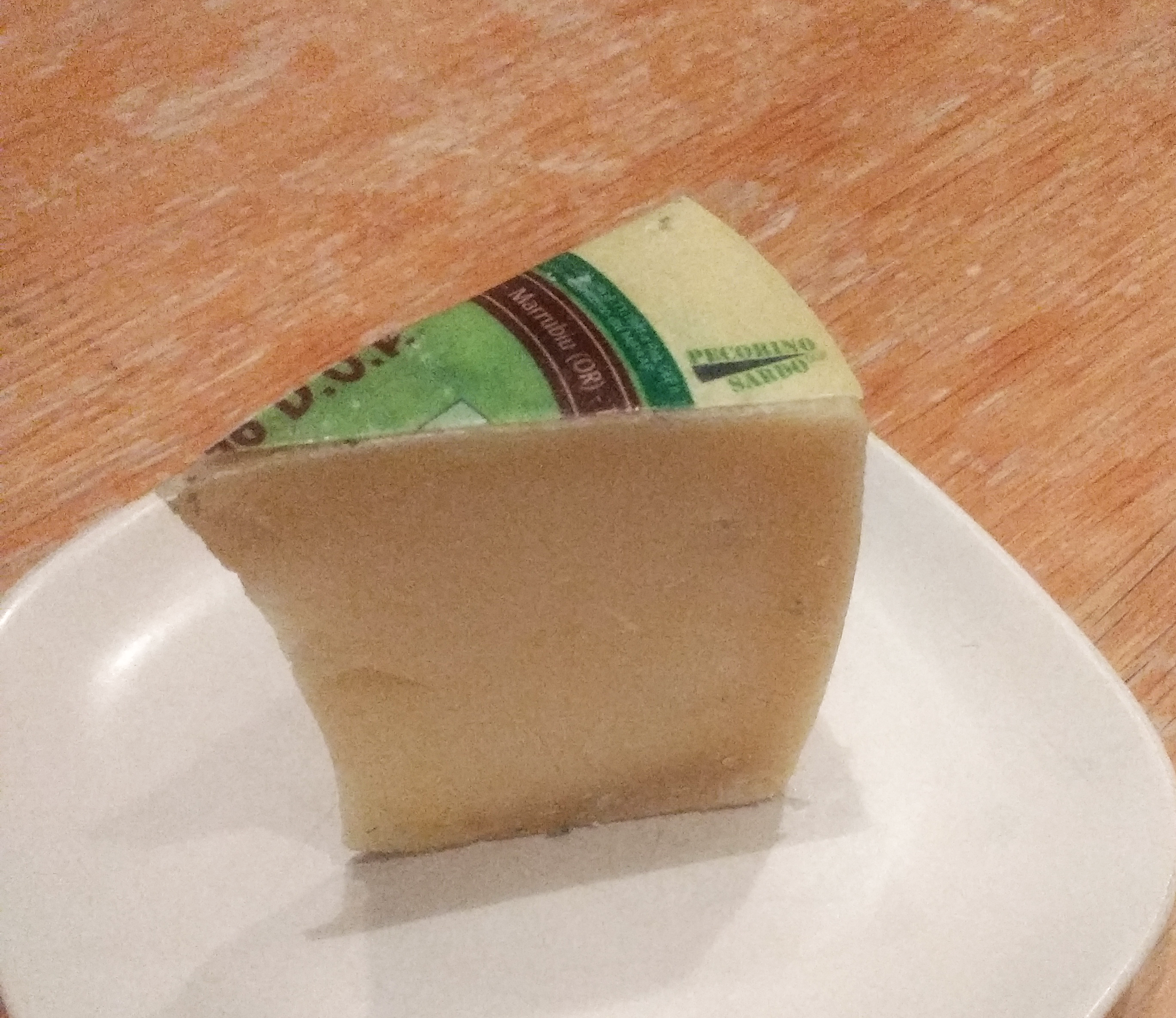
Pecorino sardo

Come antipasti di terra sono noti i prosciutti di maiale o di cinghiale come quelli di Villagrande e Talana, accompagnati da funghi, olive e formaggi, tra i quali il Pecorino sardo, fresco o stagionato, il Pecorino romano, il Casitzolu fresco o arrosto (sovente servito con miele). Oltre ai vari prosciutti sono apprezzate diverse qualità di pancetta, di lonza di maiale e di coppa. Le salsicce e i salumi di Irgoli spesso introducono il pasto delle zone interne, assieme alla Frue o Frughe, ossia il latte cagliato di pecora.

### Primi piatti
Ecco alcuni tipici primi piatti:

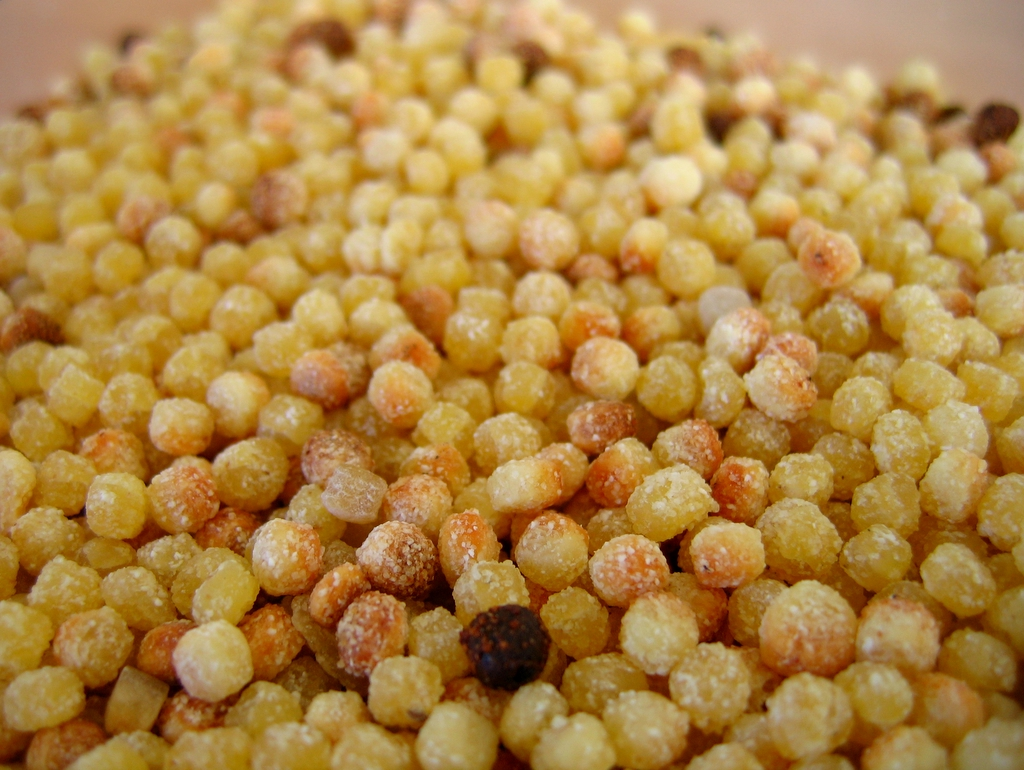
Fregula, tipica pasta sarda

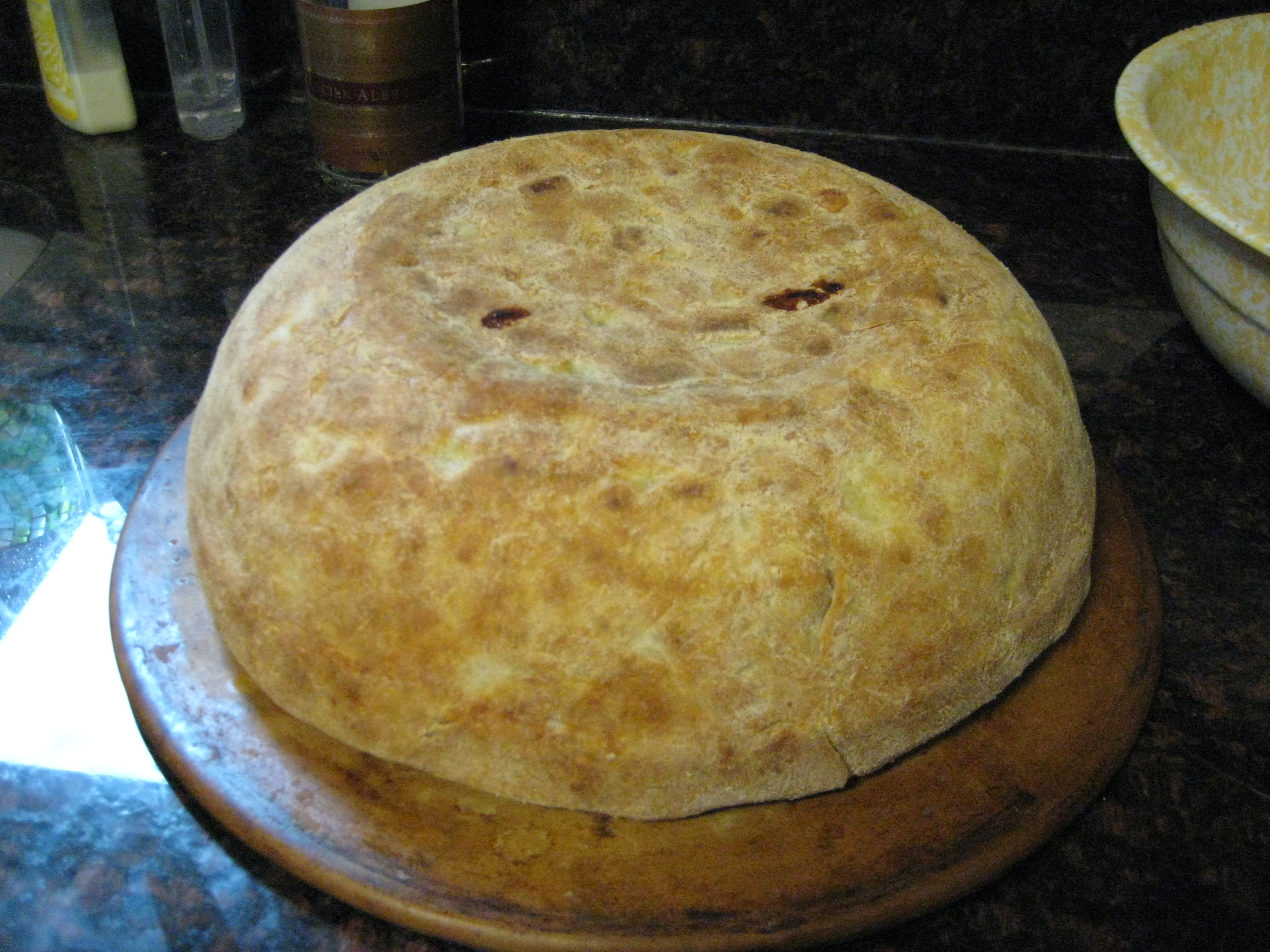
Timballo pattadese.

- i malloreddus sono un tipo di pasta di semola di grano duro tipica del Campidano. Hanno forma allungata e sono tradizionalmente aromatizzati con lo zafferano. Solitamente sono conditi alla campidanese ossia con sugo di salsiccia, ma tra le ricette tipiche esiste la variante con Casu furriau cioè con formaggio fuso e zafferano. Sono conosciuti anche come cigiones nel sassarese e Cravaos nel nuorese, e - in lingua italiana - Gnocchetti sardi;[5]
- i culurgiones sono fagottini ripieni di ricotta e menta, oppure con un ripieno a base di patata, formaggio fresco e menta;
- le lorighittas sono una pasta preparata fin dall'antichità a Morgongiori, piccolo paese al centro dell'isola, intrecciando un doppio filo di pasta;
- i  marraconis filaus, una pasta tipica di Siddi.
- i macarrones de busa, ossia una sorta di bucatini fatti con un apposito ferro allungato;
- i macarrones furriaos, gnocchetti conditi con pecorino fresco, fuso insieme alla semola fino a formare una sorta di crema;
- i macarrones cravàos, o de punzu o macarrones de ùngia, in gallurese chiamati chiusòni o ciusòni, sono particolari gnocchetti di semola di grano duro dalla forma di piccoli cilindretti di 3–4 cm di dimensione, diffusi su tutto il territorio dell'isola ma in particolare in Gallura;[6]
- la fregula è invece una particolare pasta secca di semola di grano duro, lavorata a piccoli grumi e utilizzata per piatti tipici come fregula con le arselle o la fregula al sugo. Viene anche utilizzata per realizzare minestre con brodi di carne;[7]
- la zuppa gallurese o suppa cuata è un piatto costituito da pane sardo, casizolu, spezie e pecorino, il tutto ammorbidito con brodo e cucinato al forno;
- tipica del sassarese è la fabadda (favata), tradizionalmente preparata nel periodo di carnevale e consiste in una zuppa a base di fave secche, cavolo, finocchi, cotenna e carne di maiale;
- la panada è un timballo fatto con pasta sfoglia e ripieno di carne d'agnello (o anguille), patate e pomodori secchi, ed è una specialità di Assemini, Oschiri, e Cuglieri;
- il pane fratau ossia pane carasau bagnato nel brodo, disposto a strati inframezzati con pecorino grattugiato e salsa di pomodoro e con sopra un uovo in camicia;
- la minestra de merca, fatta con su succu, un particolare tipo di pasta simile ai tagliolini, con pomodori, zucchine, patate (secondo le varianti), con aggiunta finale di latte di pecora cagliato (frue);

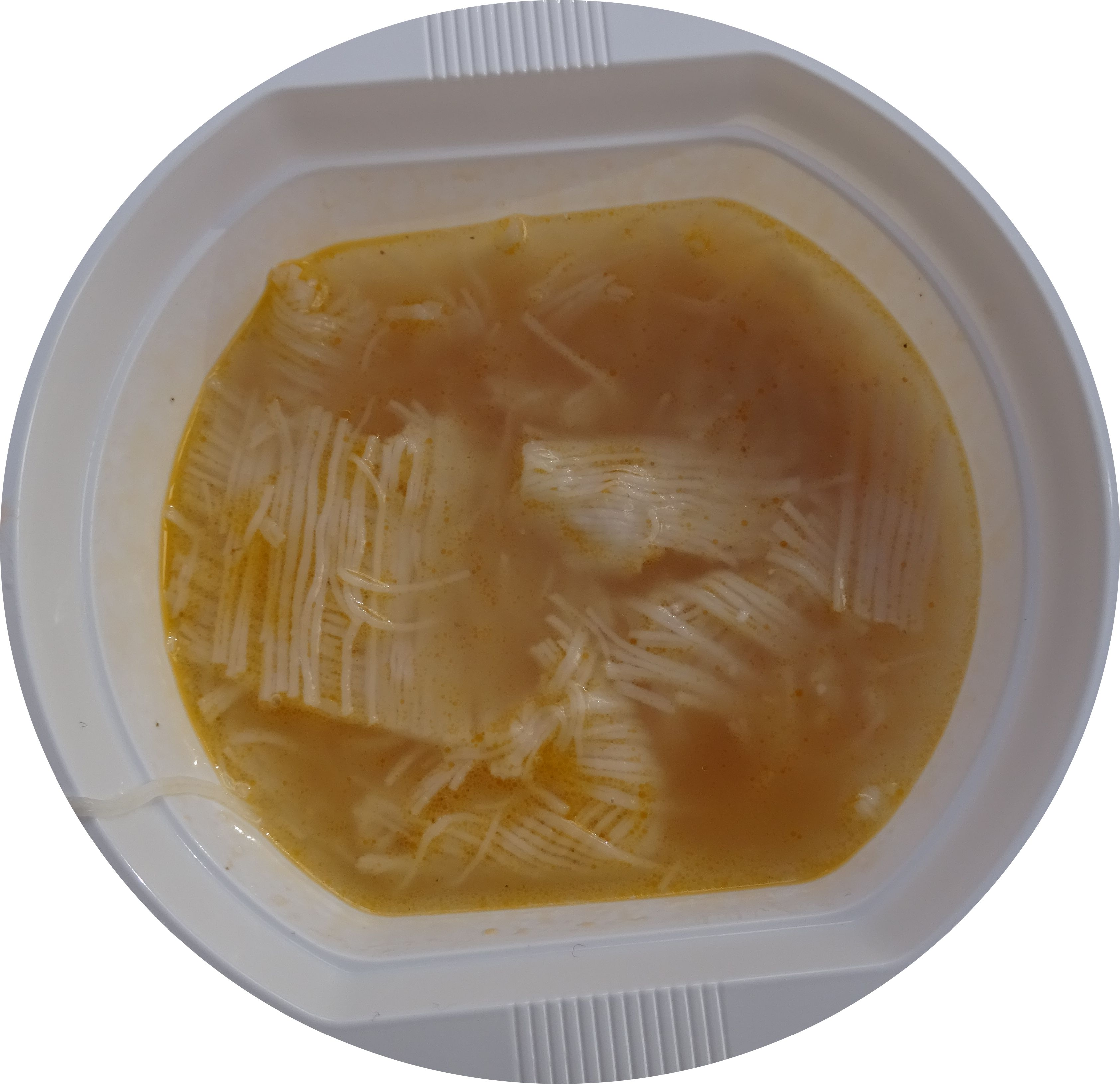
Filindeu in brodo

- il filindeu è una pasta che, creata da una base di semola finissima, viene intrecciata in modo particolare e servita con brodo di pecora e abbondante formaggio fresco;
- su succu, primo piatto tipico di Busachi, preparato con tagliolini sottilissimi, o capelli d'angelo, cotti nel brodo di pecora, aromatizzati con lo zafferano in stimmi, e conditi con pecorino fresco acidulato.
- Cassulli, primo piatto della cucina tabarchina originario della Liguria - arcipelago del Sulcis, Carloforte.[8]
- Curzetti carlofortini sono una pasta secca artigianale tipica del paese di Carloforte, prodotta nell'Isola di San Pietro (arcipelago del Sulcis) nel sud-ovest della Sardegna. La loro forma ricorda molto quella delle orecchiette pugliesi, ma la loro origine è differente. Nascono da una semplificazione della ricetta dei Corzetti liguri (chiamati anche curzetti, croxetti oppure anche corsetti).

### Secondi piatti
I secondi piatti sono basati non solo sulla carne arrosto, ma anche su quella bollita, in umido o a base di interiora.

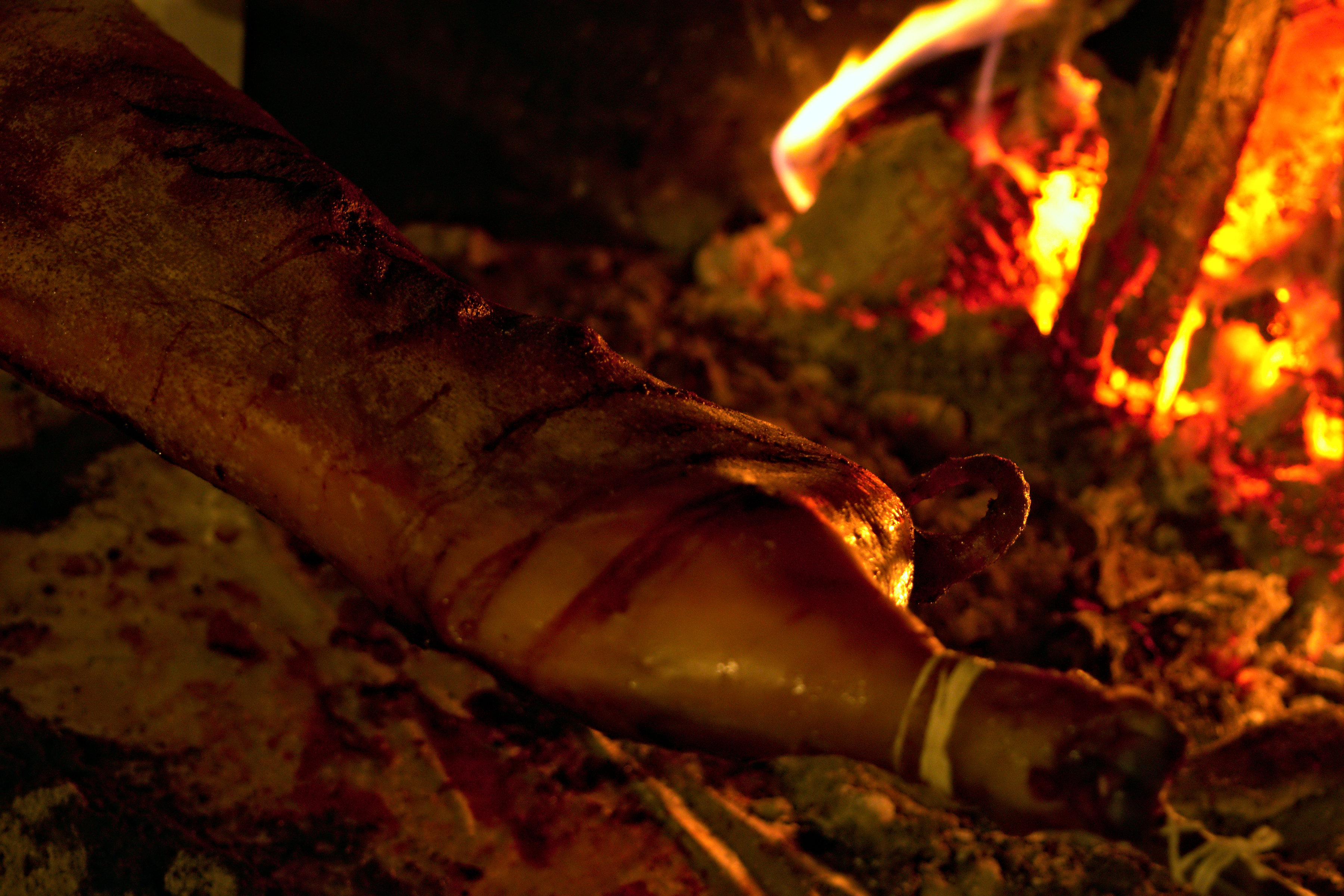
Preparazione del maialetto sardo.

- Il porceddu o porcheddu (italianizzato in porcetto o maialetto sardo), il maialino da latte di circa 4 – 5 kg o di venti giorni, cotto lentamente allo spiedo, su graticole e aromatizzato dopo la cottura con mirto o rosmarino. Questo arrosto costituisce un classico della cucina pastorale sarda[9];
- l'arrosto di agnello da latte (angioni o antzone), dal peso massimo di 7 kg, dalla carne bianca e morbida e dal sapore intenso è una tradizione tra le più antiche dell'isola, da sempre terra di pastori dei quali questa pietanza rappresentava una delle più tipiche abitudini alimentari. La carne di agnello costituisce la base anche di varie tipiche Panadas;
- l'arrosto di capretto da latte è una pietanza particolarmente ricercata. Il capretto viene arrostito lentamente allo spiedo. Di norma l'unico condimento è il sale fino, che si dà durante la cottura.
- la carne di cinghiale (sirboni) cucinata col metodo a carraxu (cottura in buca interrata). Questa particolare cottura consiste nel riempire la buca di brace per scaldare le pareti; tolta la cenere si stendono sul fondo frasche di mirto e timo adagiandovi sopra il cinghiale e poi ricoprendolo con altre frasche; si chiude poi la buca con la terra e vi si accende sopra un fuoco. Viene anche cucinato in agrodolce, tagliando la carne a tocchetti e rosolandola in un trito di cipolla, prezzemolo, mirto e timo e poi aggiungendo aceto e la passata di pomodoro[10];

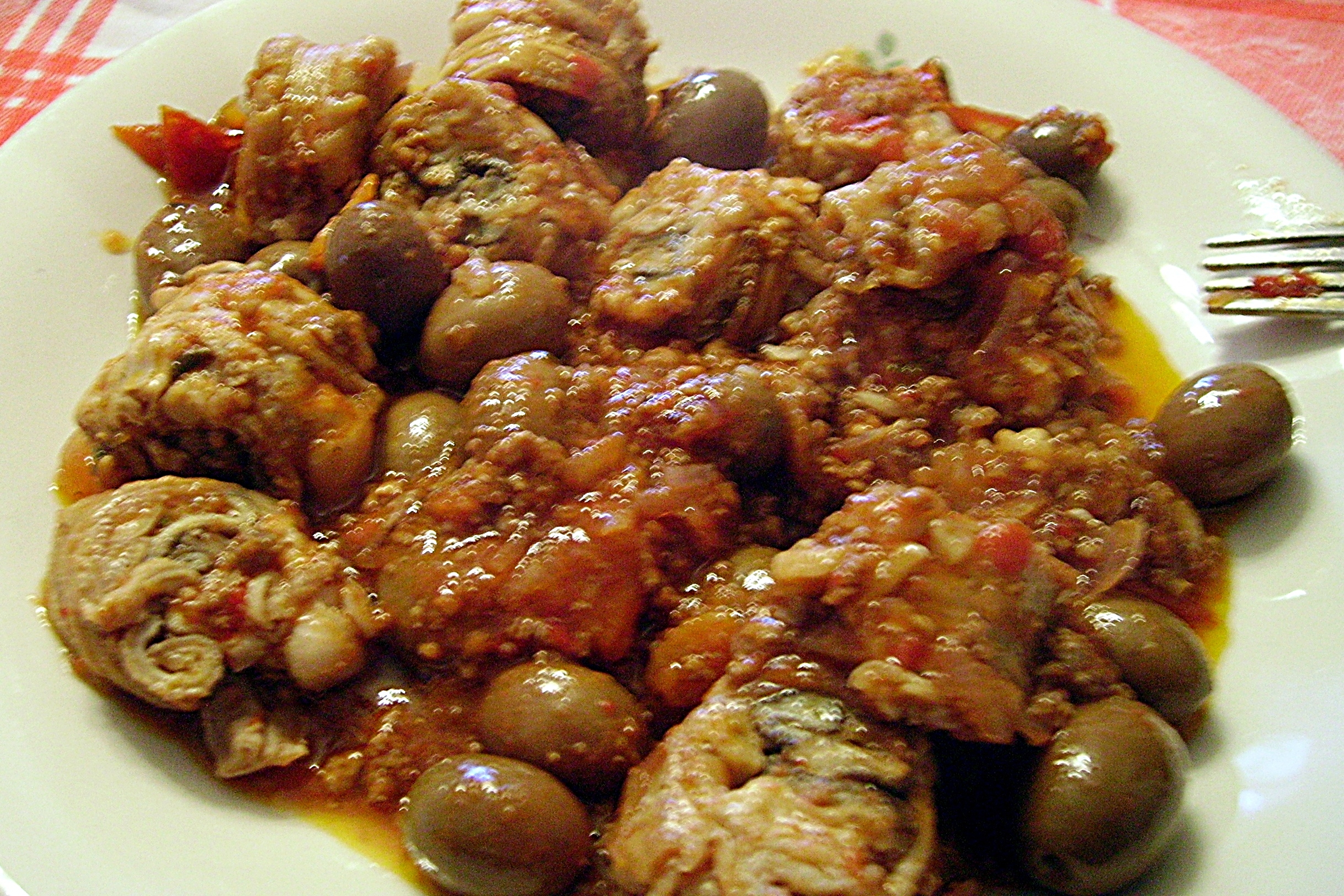
Cordula in umido con olive

- la Cordula o Cordedda è costituita da intestini di capretto o di agnello intrecciati e cucinati avvolti intorno ad uno spiedo o cuocendola in padella con piselli (cordula cun pisurci) o in altre varianti[11];

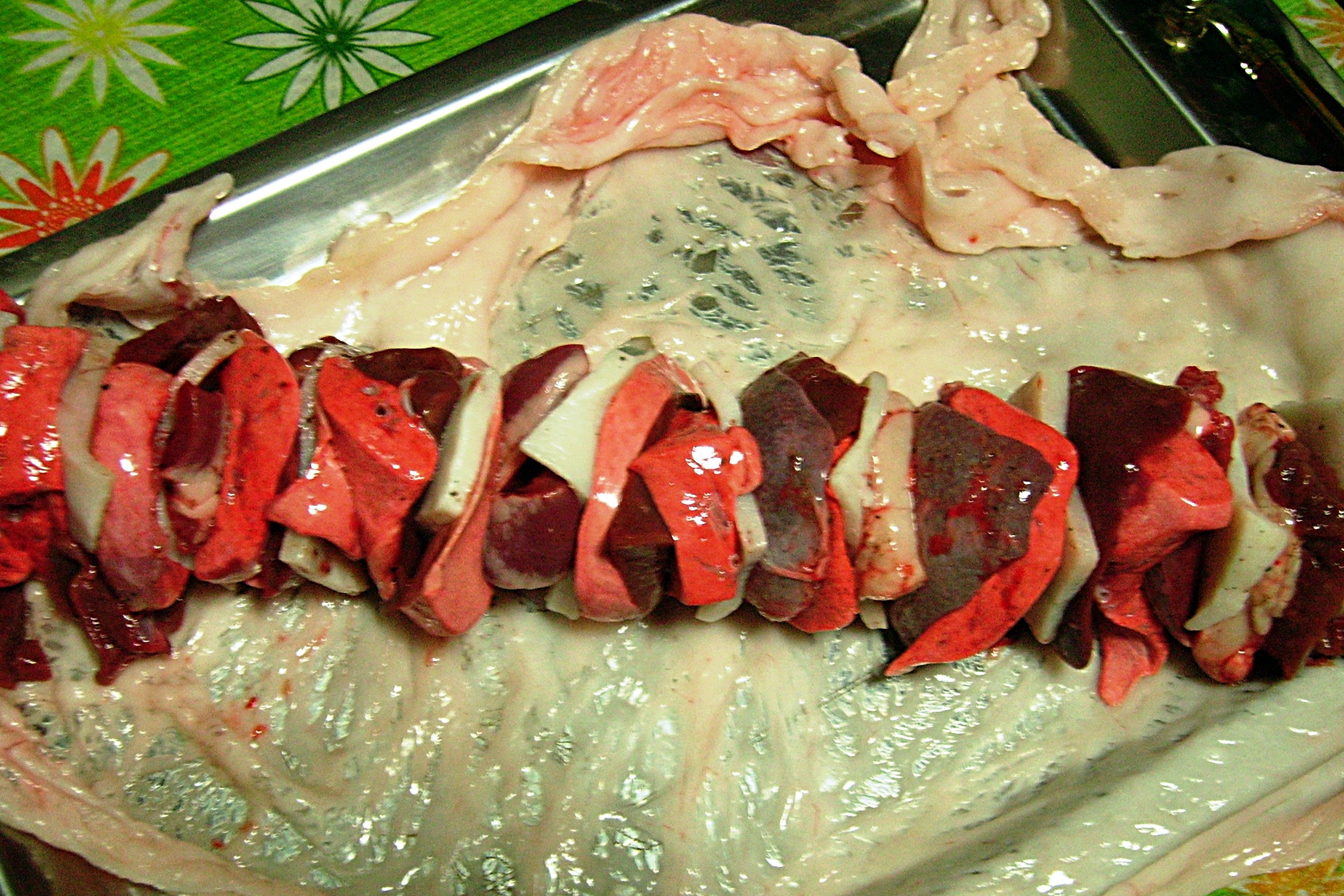
Spiedino di Trattalia (coratella) prima di essere avvolta nel peritoneo, legata e cotta arrosto

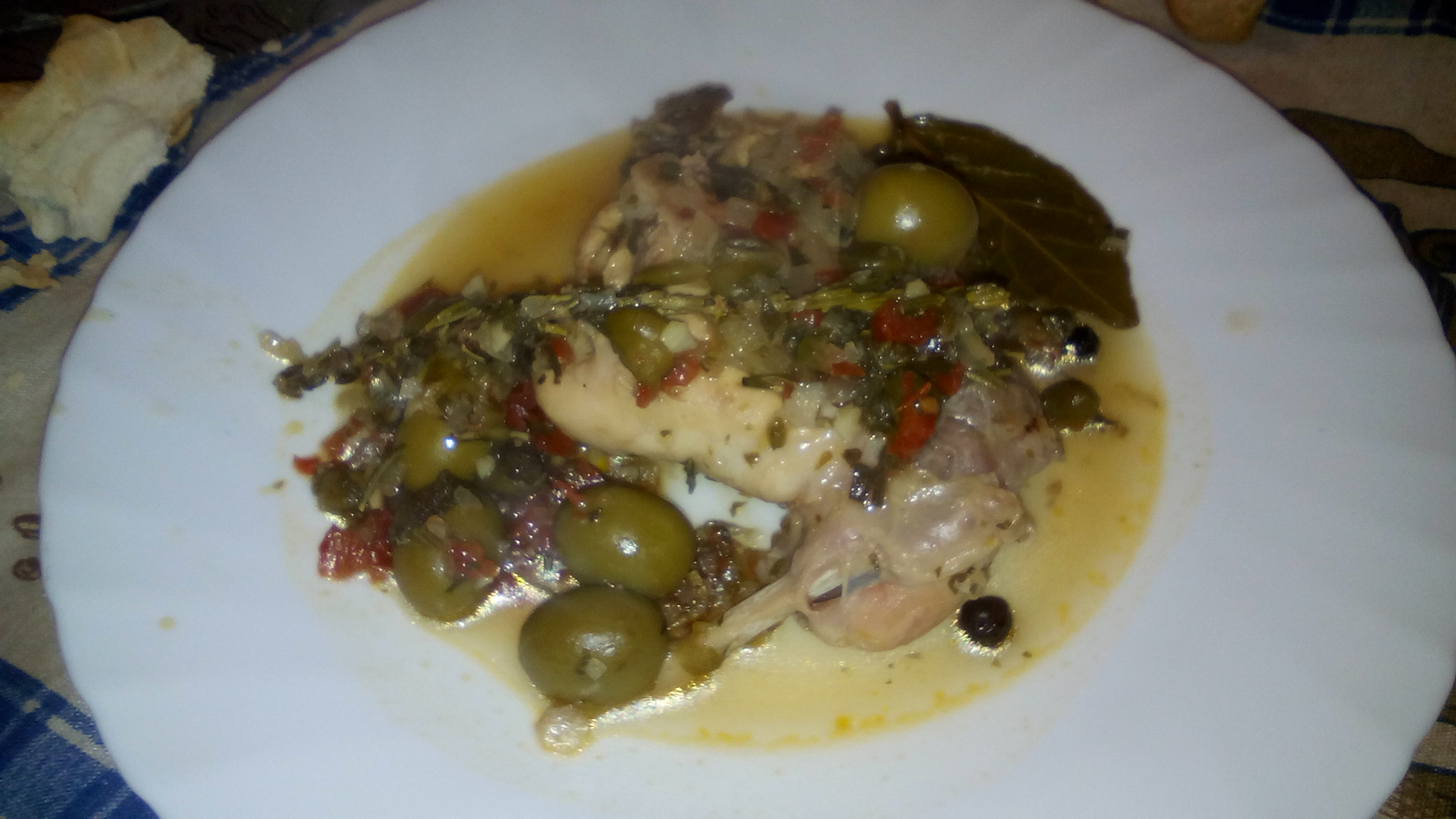
Conillu a succhittu

- la Tratalia o  Trataliu, a base di coratella di agnello o di capretto, viene cucinata arrosto con uno spiedo, infilzando alternati pezzi di fegato, cuore, animelle, e polmone che deve essere prima parzialmente cotto, avvolto col peritoneo e legato con tutto l'intestino ben pulito, oppure in tegame con piselli o carciofi[12];
- lo Zurrete o "sambene" è un piatto preparato con sangue di pecora condito con grasso animale (ottenuto friggendo un battuto di tramacu o "trippa" - l'omento della pecora - in olio extra vergine), cipolla, timo serpillo e mentuccia (puleu, menta selvatica), pecorino grattugiato e pane carasau triturato, cotto all'interno dello stomaco dell'animale, per bollitura o, raramente, sulla brace.
- la Berbeche in capotu ossia la pecora bollita con cipolle e patate, servita con pane carasau bagnato nel brodo di cottura.
- i Pillonis de tàcula è un piatto a base di selvaggina, principalmente tordi (durduros) e i merli (meurra) lessati, salati e aromatizzati con foglie di mirto;
- lo zimino o ziminu cotto in grabiglia ossia interiora di vitello come il parasangu (diaframma), il cannaculu (intestino), cuore, reni, fegato e milza, cotte in graticola sulla brace è un piatto tradizionale sassarese.
- le Mungetas ossia le chiocciole (chiamate pure lumache), nelle loro varie pezzature che vanno dalla ciogga minudda (Theba pisana) lessate con delle patate, alla ciogga grossa (Eobania vermiculata) preparate con un sugo piccante o con aglio e prezzemolo, ai coccoi (Helix aspersa) che vengono serviti ripieni di un impasto di formaggio, uova, prezzemolo e pangrattato, alle Mungetas cotte in padella con aglio, olio, prezzemolo e pangrattato. Oltre che un piatto tipico di Ossi e Sassari sono presenti come specialità nel Campidano[13].
- Su Ghisadu piatto tipico logudorese di carne di pecora o maiale brado rosolata a fuoco lento con pomodoro, alloro, aglio e prezzemolo; il sugo costituisce ottimo condimento per gnocchetti "cicciones" o ravioli "colunzones".
- L'ispinada piccolo spiedo dove si infilza carne di pecora dei tagli più morbidi, alternata a parti del grasso della schiena.

## Dolci

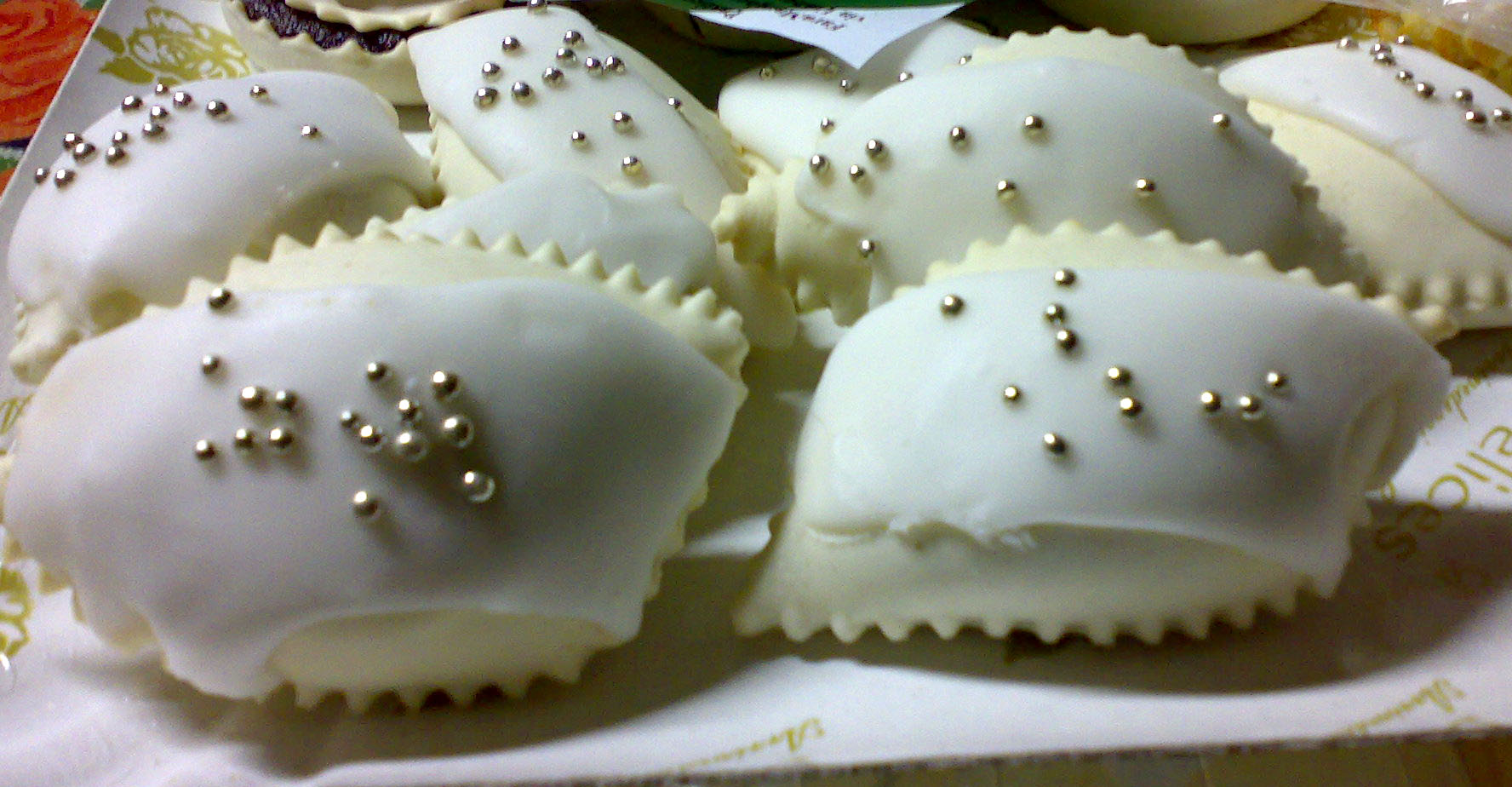
Copuletas, tipico dolce di Ozieri

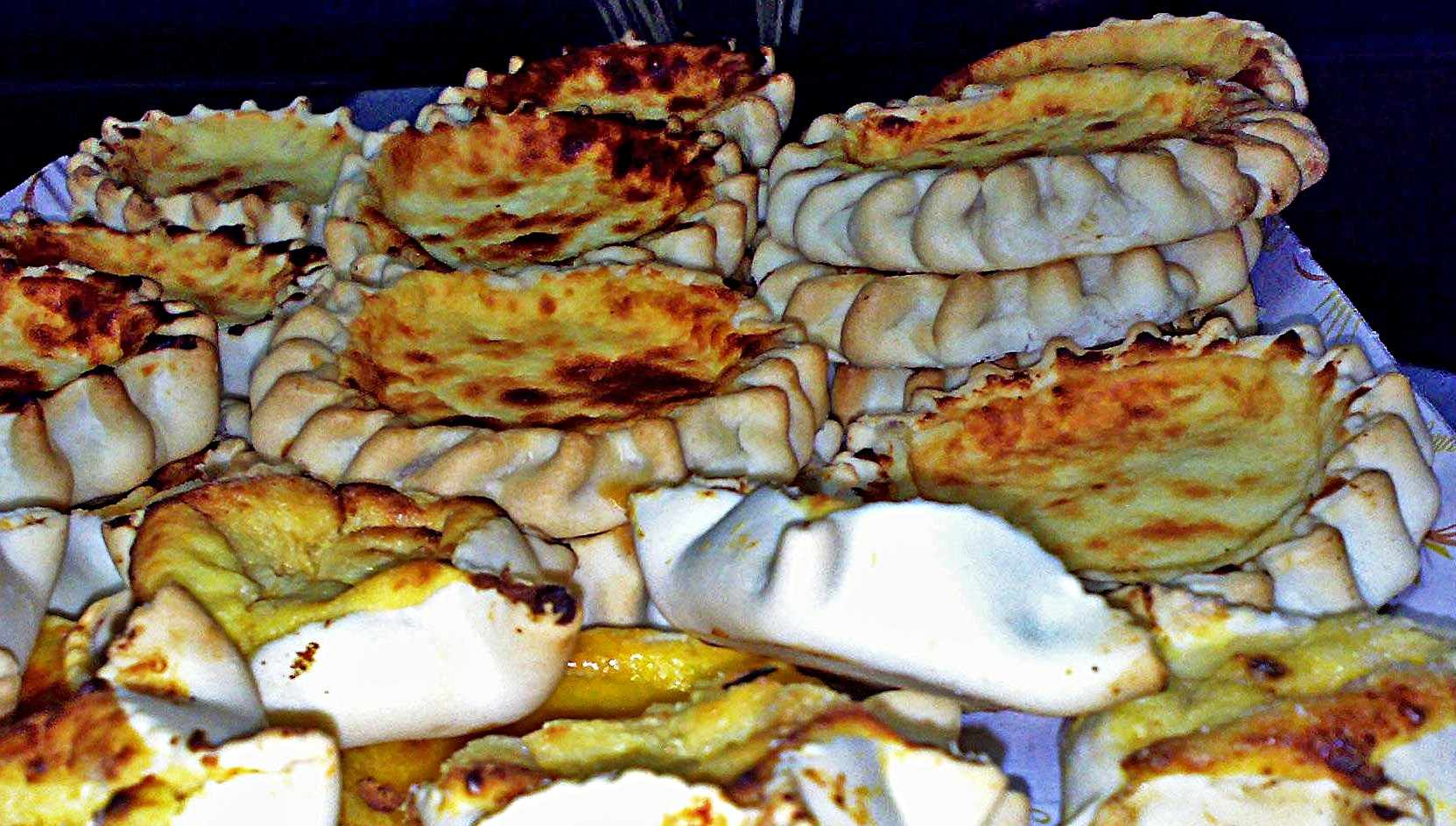
Casadinas: dolce a base di formaggio fresco o ricotta

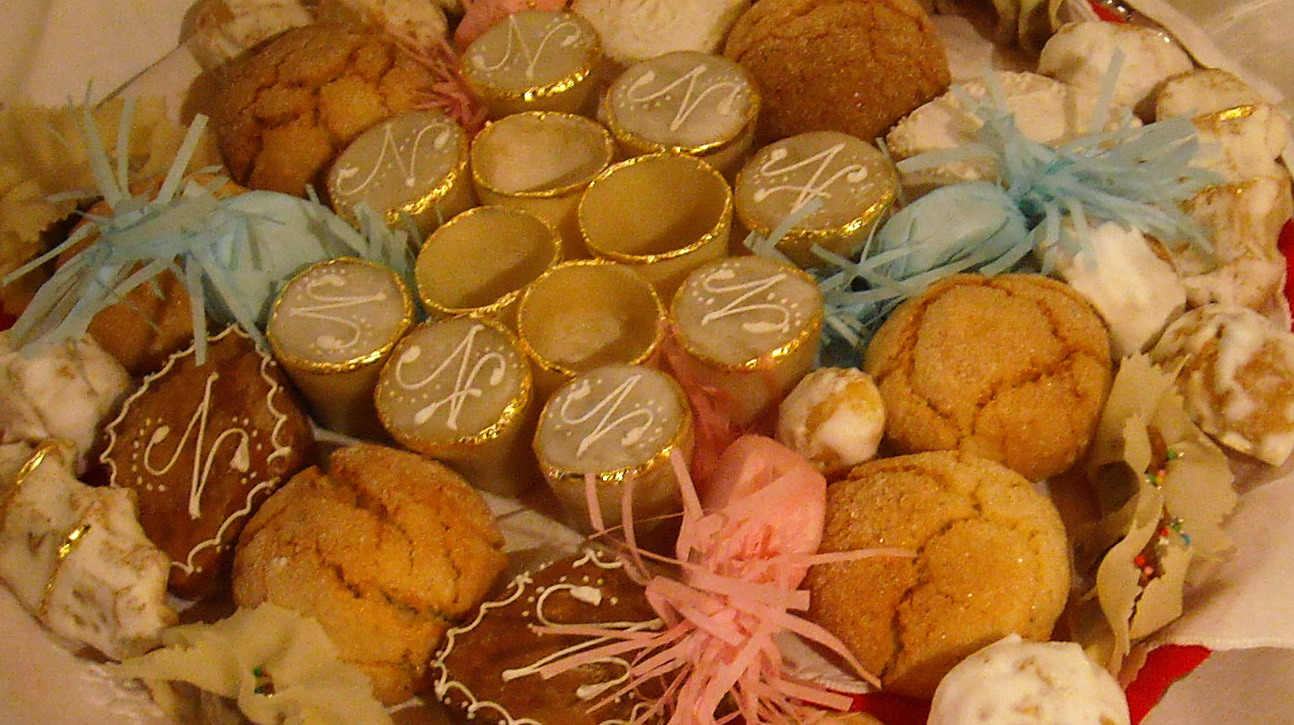
Amarettus, Gueffus, Pabassinos

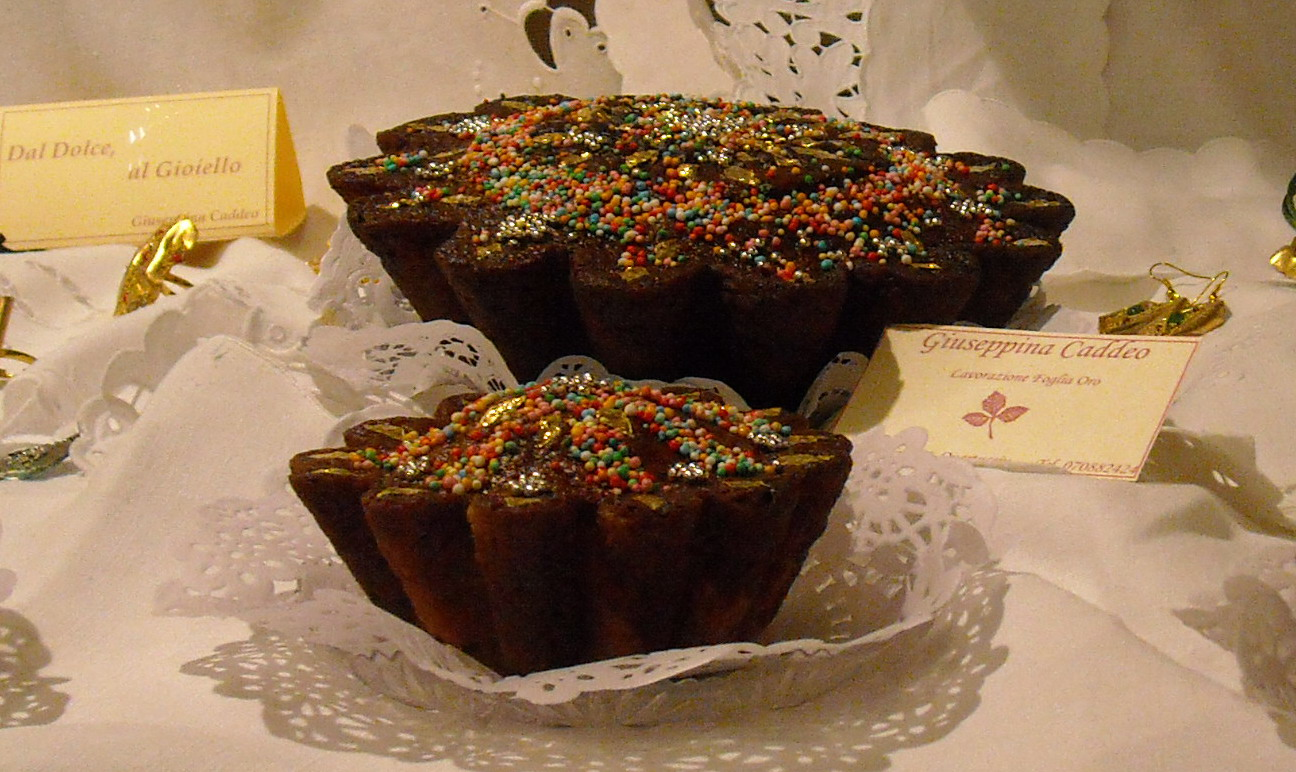
Pan 'e Saba

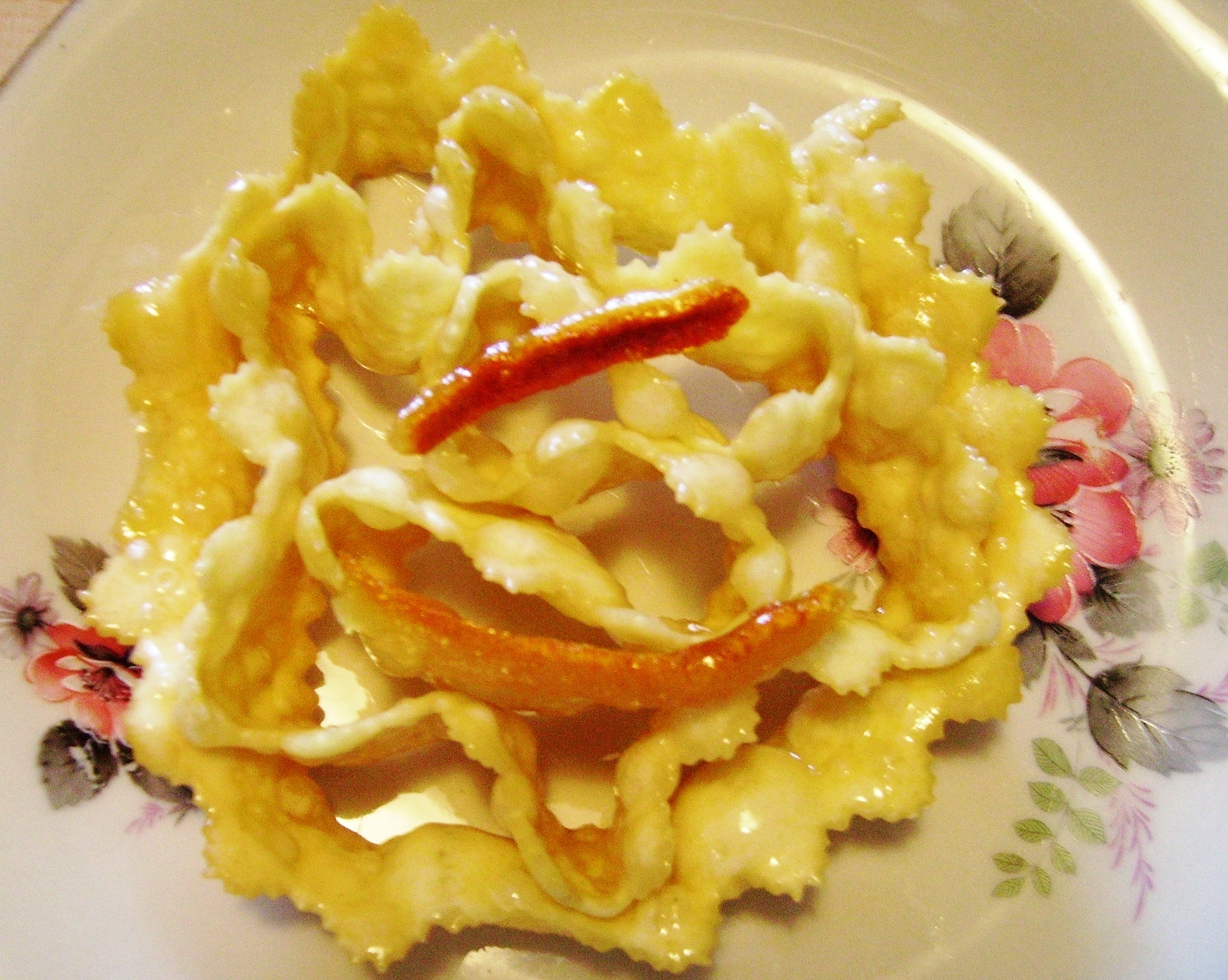
Orilleta ricoperta di miele e scorze d'arancio candite

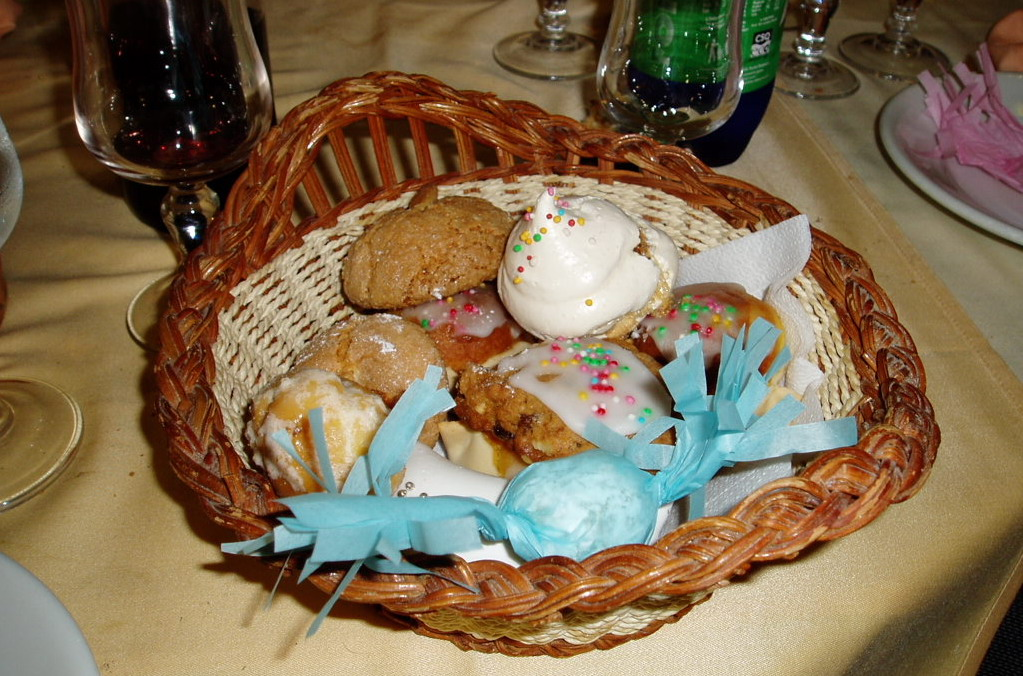
Sospiri

Anche i dolci, come gli altri prodotti della gastronomia sarda variano notevolmente da regione a regione. Ecco i più conosciuti:
- la Sebada, è un disco di pasta sottile che racchiude un ripieno di formaggio pecorino fresco, leggermente acidulo, fatto sciogliere con la semola, o vaccino fresco, e aromatizzato al limone, fritto e ricoperto di miele fuso, preferibilmente amaro (come quello di corbezzolo);
- le Casadinas (conosciute in italiano con il nome di Formaggelle), tipiche del Logudoro e della Barbagia sono tortine di pasta ripiene di un basso strato di formaggio fresco aromatizzato al limone. Sono diffuse anche nella variante con la ricotta e prendono il nome di Regotinas, italianizzate in Ricottelle.
- le Pàrdulas sono molto simili alle Casadinas ma il ripieno è a base di ricotta, hanno un aspetto a cupola, sono più soffici delle casadinas e sono ricoperte di zucchero a velo o semolato. Sono tipiche del Campidano.
- l'Aranzada è un dolce diffuso nelle Baronie e nel nuorese. È preparato con scorze d'arancio candite nel miele e mandorle tostate, di forma romboidale viene presentato adagiato su una foglia d'arancio. Nel paese di Siniscola è più diffusa la variante con la pompia;
- Sa Pompia intrea è un dolce tipico del paese di Siniscola, si prepara facendo sbollentare l'agrume per poi cuocerlo diverse ore con miele per farlo diventare un candito, viene tagliata e servita su foglie di pompia;
- Le Pabassinas (o Papassinos), italianizzati in Papassini, sono diffusi su tutto il territorio e vengono preparati con semola, noci, uvetta, mandorle o nocciole;
- le Catas, Frigjolas o Frisjoli longhi sono preparati principalmente durante il carnevale e sono fatti con farina, patate, acqua, zucchero, anice e scorza d'arancia grattugiata, fritti in forma di lunghi cordoni;
- le Orilletas sono dolci preparati con pasta di farina e uova. Dopo la frittura sono immerse in uno sciroppo bollente di miele ed acqua;
- le Copuletas sono un doppio disco di sottile pasta frolla con ripieno di sapa o miele cotto. Sono diffuse principalmente nel Goceano e a Ozieri;
- i Gueffus, in italiano Sospiri, palline a base di mandorle tritate, zucchero e limone, confezionati con foglietti di carta colorata;
- i Candelaus sono dolci preparati nelle forme più varie e preparati con una sfoglia di pasta di mandorle che incorpora un impasto di mandorle fresche, aromatizzato con acqua di fiori d'arancio e glassato;
- i Pistoccus finis, conosciuti per il mercato italiano col nome di Biscotti savoiardi sardi;
- le Tziliccas, Tiriccas o Caschettas, dalla forma a ferro di cavallo, di mezzaluna o a cuoricini. Sono costituite di una parte esterna di sottile pasta frolla e un ripieno che a seconda delle zone può essere o di sapa e noci, o di miele e zafferano.
- is Angules sono un dolce tipico del territorio di Ortueri, dalla forma rotondeggiante, color ambra, decorato con disegni realizzati con la mompariglia dalle forme di fiori, di frutta o di animali;
- i Bianchinus sono meringhe, preparate con l'albume d'uovo montato a neve, di forma piramidale e di struttura molto friabile, spesso guarniti con mandorle;
- i Culurgioneddos de mèndula sono raviolini di pasta sfoglia ripieni di mandorle, fritti e ricoperti di uno strato di zucchero a velo. Si trovano anche con ripieni di crema pasticciera, di ricotta o di sapa;
- gli Amarettus, chiamati anche Marigosos, sono dei dolci amaretti preparati con ingredienti a base di mandorle dolci (circa il 90%) e le mandorle amare (10%), zucchero, albume d'uovo e scorza di limone;
- i Buconetus, diffusi nell'intera isola e tipici della Barbagia di Belvì, sono preparati con nocciole tostate e tritate, scorza grattugiata di limone e di arancia, amalgamati a formare delle palline e cotti in sciroppo di miele e zucchero, avvolti nella carta stagnola e poi in foglietti di carta velina colorata;
- l'Abbamele è uno dei più antichi prodotti gastronomici della cultura rurale della Sardegna, e si tratta di un derivato del miele, sono stati definiti nelle etichette come "abbamele" e "abbattu", utilizzando cioè principalmente in lingua sarda, oppure in italiano "decotto di miele" o "di miele e polline" o "sapa di miele";
- il Pan'e saba, tipico dolce invernale da forno, preparato con la saba;
- il torrone di Tonara, come anche quelli di Pattada, Ozieri e Orgosolo, ha un colore avorio perché preparato con miele di macchia mediterranea;
- i Rujolos sono palline di ricotta e scorze di arancio o limone grattugiate poi immerse in una soluzione calda di acqua e miele (ammerrare);
- il Gatò de mèndula è un croccante di mandorle tostate e aromatizzato con scorza d'arancia che raggiunge le sue più alte manifestazioni a Quartu Sant'Elena;
- le Mandagadas sono conosciute anche come Tritzas, Acciuleddi. Sono dolci formati da una pasta intrecciata e impregnata di miele. Si preparano con farina di semola di grano duro, uova e miele sardo;
- i Mustatzolus, sono a forma di losanga e aromatizzati con limone, cannella e glassati nella parte superiore;
- il Papai-biancu, tipico nella città di Alghero con il nome di Manjar blanc, in italiano biancomangiare, è preparato con crema di latte, amido e scorza di limone.
- i Pistoccheddus de capa, dolce originario del Campidano, biscotto dalla pasta dura dorata modellato secondo forme di animali e ricoperto di glassa di zucchero (sa capa), diavoletti argentati e fregi dorati.

## Pane

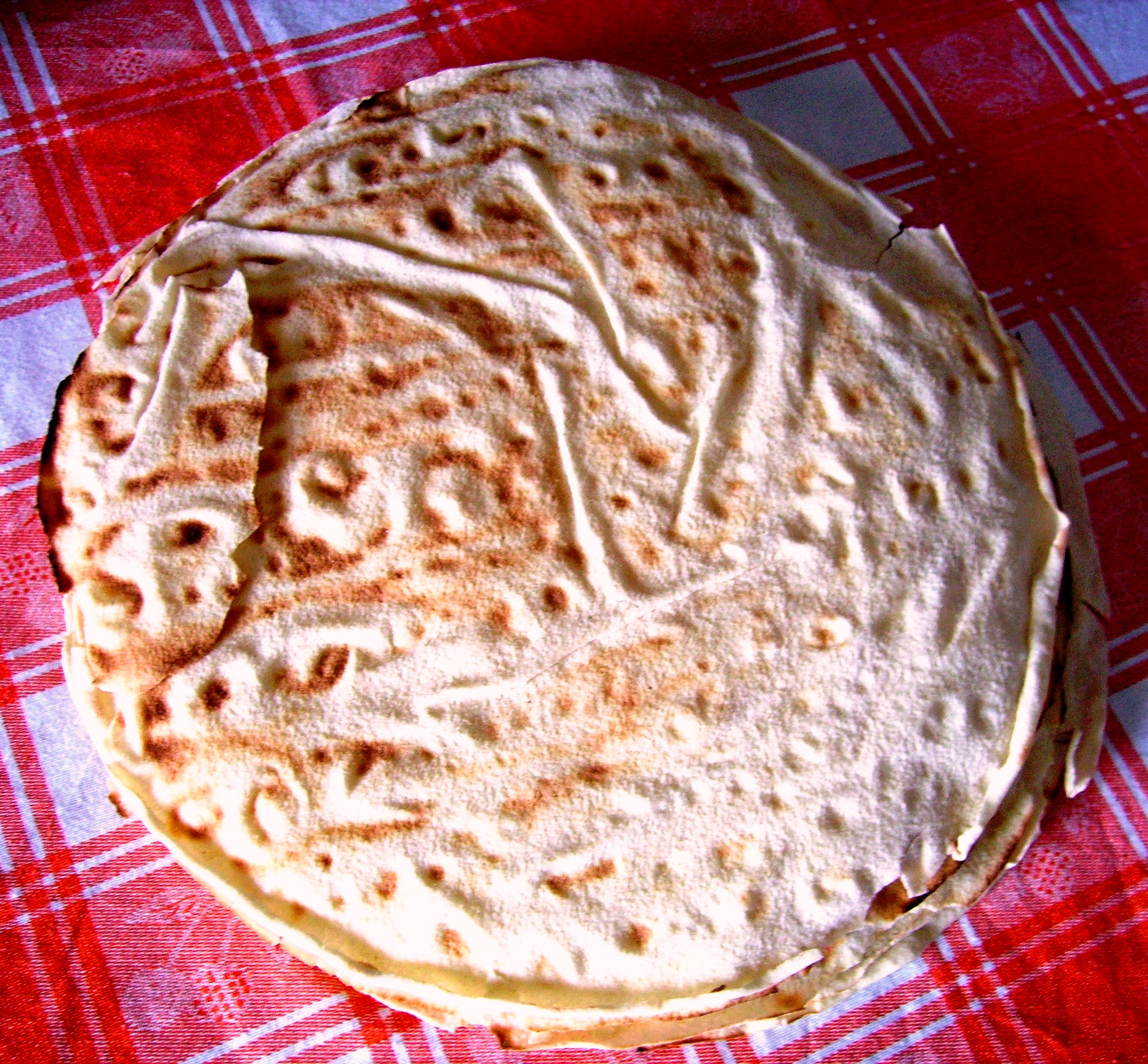
Pane carasau

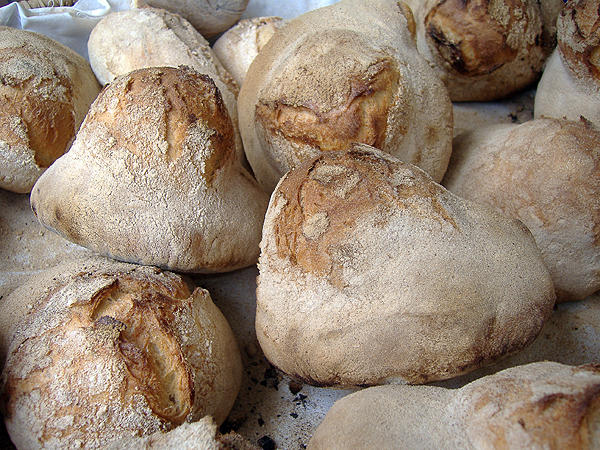
Civraxiu

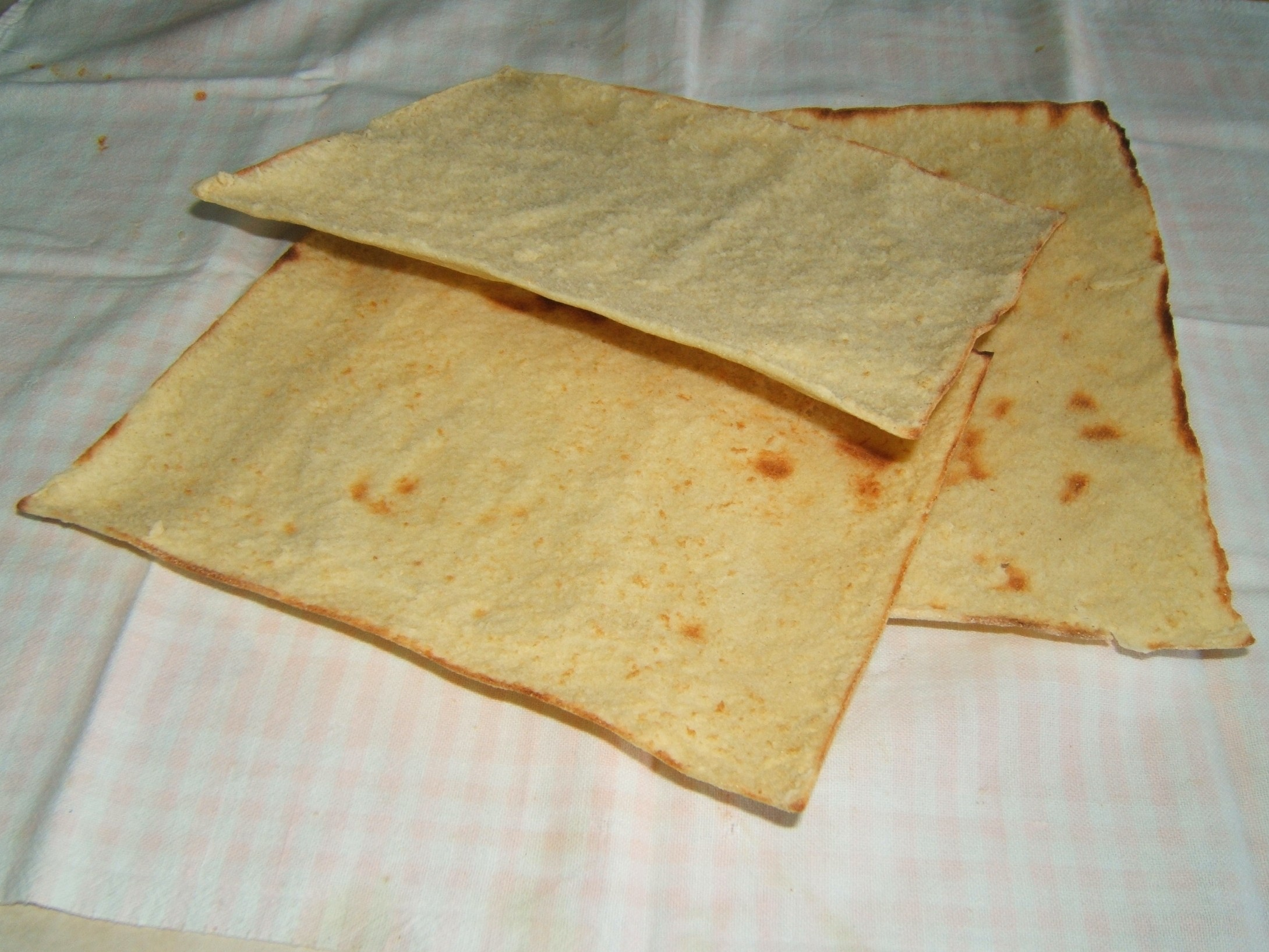
Pistocu

- Il Pane carasau è un pane dalla forma di sottili dischi molto croccanti ottenuti attraverso una doppia cottura nel forno a legna; può essere consumato secco anche dopo molti giorni oppure leggermente bagnato ed arrotolato; il pane guttiau è una preparazione del pane carasau stesso che viene scaldato nel forno con poco olio e sale;
- il Pistocu è prodotto principalmente in Ogliastra. Si prepara nella stessa maniera del carasau, ma ha spessore più consistente e si preferisce consumarlo umido;

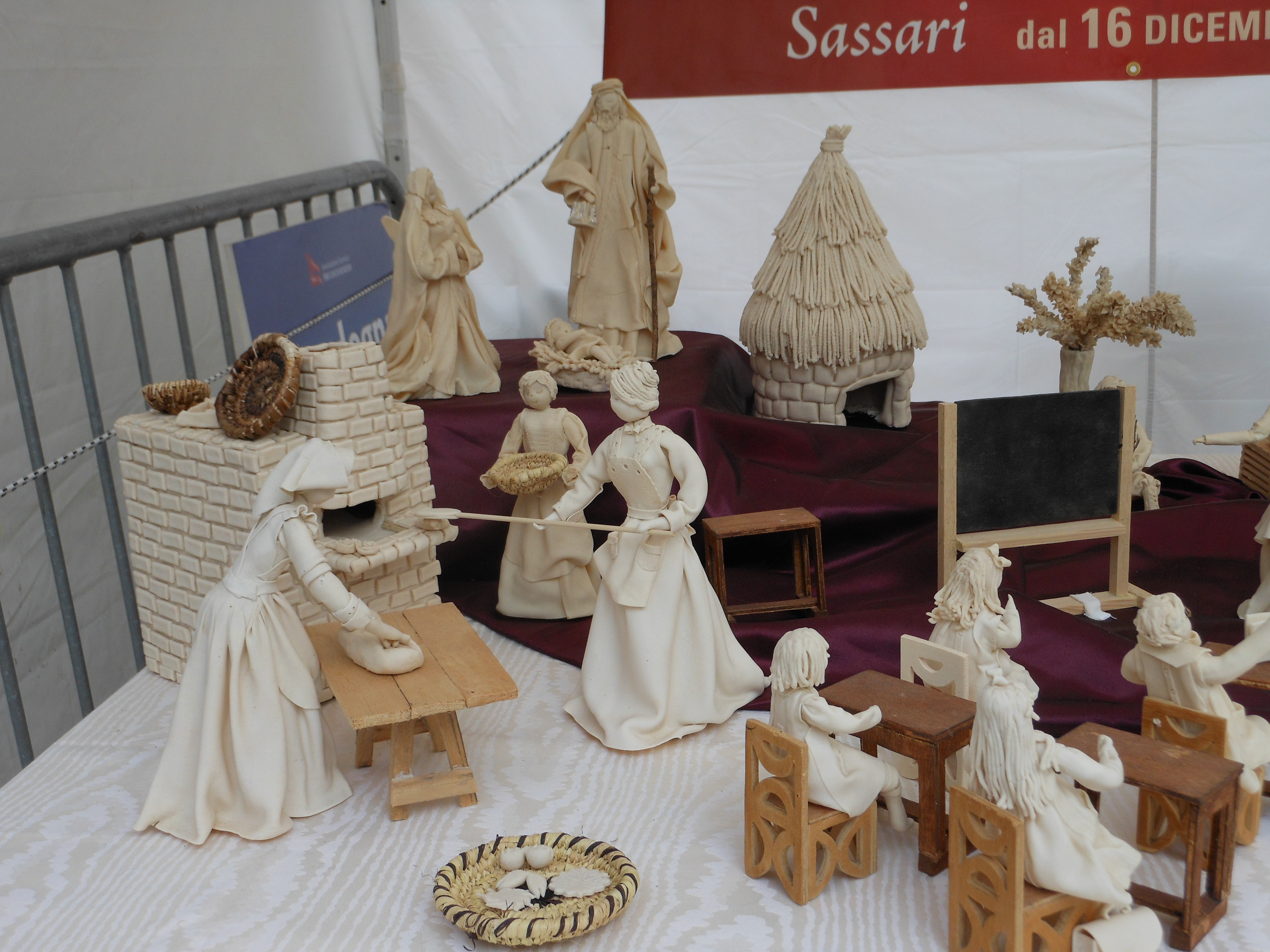
Pane da Olmedo

- il Civraxiu o Civàrgiu è una grande pagnotta circolare di semola caratteristica dei Campidani e della Sardegna meridionale in genere;
- il Cocoi a pitzus è un tipo di pane decorato, un tempo prodotto per le grandi occasioni, oggi sempre presente;
- il Modditzosu (da modditzi, il nome in lingua sarda del lentischio comune nella macchia mediterranea che fornisce il legno profumato usato per la cottura) è di forma circolare e di grande morbidezza, diffuso in tutta l'isola. In alcune zone, come nel caso di Dorgali, si trova anche con l'aggiunta di patate;
- lo Tzichi, tipico di Bonorva;
- la Spianada, di forma circolare e morbida, caratteristica di Ozieri.

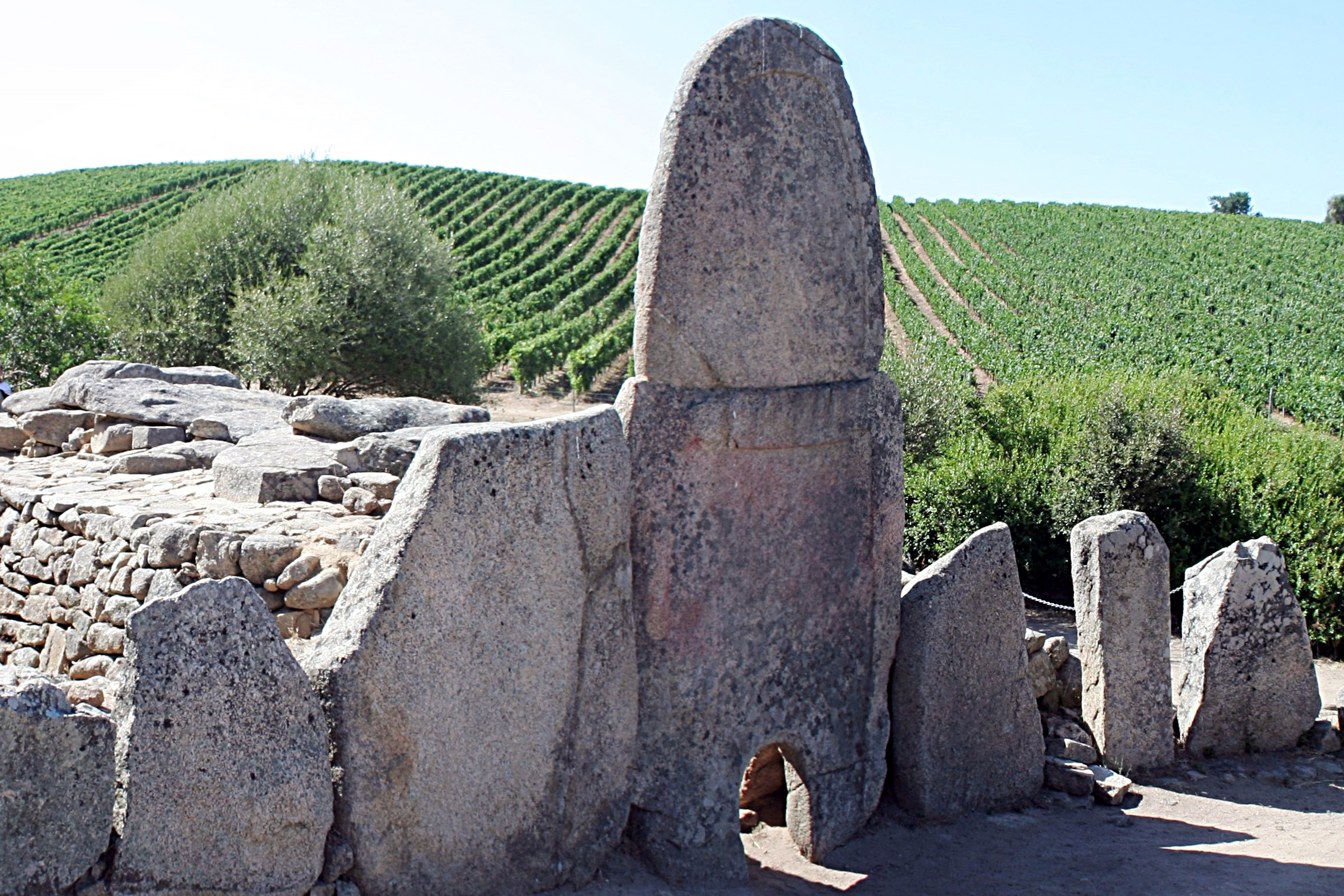
Arzachena: vigneti a Coddu Vecchju

## Vino
Nell'Isola i vigneti sono presenti in ogni angolo del territorio, dalle pianure campidanesi e costiere, alle colline, agli altopiani interni. La particolare composizione del suolo e il clima soleggiato consentono produzioni di alta qualità. La lunga tradizione vitivinicola ha origini nel passato nuragico e da allora in poi non subì interruzioni in quanto i divieti islamici di consumo di vino nel mondo mediterraneo non interessarono mai la Sardegna, dove invece le produzioni subirono un'accelerazione specialmente nel periodo bizantino e giudicale. Oggi sono presenti nell'Isola 15 Igt, 19 Doc e 1 Docg. 

## Formaggi
- Cazu marzu (Formaggio con i vermi)
- Pecorino sardo
- Pecorino romano